# Campbell Bonner
Campbell Bonner (* 30. Januar 1876 in Nashville, Tennessee; † 12. Juli 1954 in Ann Arbor, Michigan) war ein US-amerikanischer Klassischer Philologe und Papyrologe, der von 1907 bis 1946 an der University of Michigan wirkte.

## Leben
Campbell Bonner, der Sohn des Richters Jesse Willis Bonner und der Frances Campbell Bonner, studierte Klassische Philologie an der Vanderbilt University in seiner Heimatstadt Nashville, wo er 1896 den Bachelor- und 1987 den Mastergrad erlangte. Anschließend setzte er seine Studien an der Harvard University fort, erwarb dort 1898 einen weiteren Masterabschluss und wurde 1900 mit einer Studie über die Danaiden zum Ph. D. promoviert. Aufgrund seiner Leistungen erhielt er im selben Jahr ein Harris-Stipendium, das ihm ausgedehnte Forschungs- und Bildungsreisen in Europa ermöglichte. Von 1900 bis 1902 besuchte er Vorlesungen an der Berliner Universität und Italien und Griechenland bereiste (1901–1902).
Nach seiner Rückkehr in die USA wurde Bonner 1902 als Professor of Greek am Peabody College for Teachers angestellt. 1907 wechselte er an die University of Michigan (als Nachfolger von Arthur Fairbanks), wo er bis an sein Lebensende blieb, zunächst als Junior Professor of Greek, ab 1912 als Professor der griechischen Sprache und Literatur, ab 1946 als Emeritus. Er unterbrach seine Wirksamkeit an der Universität nur für ein Jahr, als er 1927/28 Gastprofessor an der American School of Classical Studies at Athens war. Bonner war auch langjähriges Mitglied der Classical Association of the Middle West and South (Präsident 1918/19) und der American Philological Association (Präsident 1933). 1933 wurde er als Mitglied in die American Academy of Arts and Sciences aufgenommen. Er war außerdem Mitglied des Archaeological Institute of America, der American Oriental Society, der American Philosophical Society und der Michigan Academy of Science, Arts and Letters. 1942 wurde er als korrespondierendes Mitglied in die British Academy aufgenommen.
Bonner beschäftigte sich intensiv mit der griechischen Mythologie und ihren Zusammenhängen mit dem Kult. Bedingt durch die beträchtlichen Papyrussammlungen der University of Michigan dehnte er seine Studien auf die ägyptischen Zauberpapyri aus und beschäftigte sich mit religiösen Bräuchen verschiedener Epochen, wobei er besonders auf die gnostischen und synkretistischen Bräuche der Spätantike Rücksicht nahm. Seine Studien erschienen in zahlreichen Aufsätzen und einigen Monographien. Sein Buch über die griechisch-ägyptischen Zauberamulette (1950) gilt als Standardwerk. Die Bedeutung dieser Arbeit lässt sich auch daran ablesen, dass eine Datenbank zu den Zauberamuletten nach ihm benannt wurde: Die Campbell Bonner Magical Gems Database wird seit 2010 vom Szépművészeti Múzeum in Budapest mit internationaler Zusammenarbeit ausgebaut.
Als akademischer Lehrer wirkte Bonner fast 40 Jahre lang an der University of Michigan. Während dieser Zeit vergrößerte er die altertumswissenschaftlichen Bestände der Universitätsbibliothek und stärkte den archäologischen Fachbereich und den dortigen Schwerpunkt der byzantinischen Archäologie. Er sammelte Spenden für das Kelsey Museum of Archaeology und erreichte, dass dessen Gebäude 1937 von der Universität erworben wurde. Bonner arbeitete intensiv mit dem Papyrologen Herbert C. Youtie zusammen. Gemeinsam gaben sie beispielsweise die griechischen Fragmente des Buches Henoch heraus (1937).

## Schriften (Auswahl)
- mit Charles Forster Smith: Xenophon’s Anabasis. The First Four Books. New York 1905
- A Papyrus Codex of the Shepherd of Hermas. Ann Arbor 1934
- mit Herbert C. Youtie:  The Last Chapters of Enoch in Greek. London 1937
- The Homily on the Passion by Melito, Bishop of Sardis. London / Philadelphia 1940
- Studies in Magical Amulets, Chiefly Graeco-Egyptian. Ann Arbor 1950